# Charles Wellesley (9e duc de Wellington)
Pour les articles homonymes, voir Charles Wellesley.
Arthur Charles Valerian Wellesley, 9e duc de Wellington, né le 19 août 1945 à Windsor en Angleterre (titré marquis Douro, ou du Douro, jusqu'à la mort de son père en 2014), est un homme d'affaires et politique britannique.

## Famille
Charles Wellesley est le fils aîné de Valerian Wellesley (1915–2014), 8e duc de Wellington, KG, et de son épouse Diana Ruth McConnel (1922–2010).
Le 3 février 1977, Charles Wellesley épouse la princesse Antonia de Prusse (née en 1955), fille du prince Frédéric de Prusse (1911–1966) et de son épouse Brigid Guinness (1920–1995). Par son père, la jeune épouse est l'arrière-petite-fille de l’empereur Guillaume II d’Allemagne (1859–1941). 
De ce mariage naissent 5 enfants, dont l’aîné est titré comte de Mornington par courtoise. En 2014, à la mort de son père, il devient le 9e duc de Wellington et son héritier, le marquis Douro.

## Fonctions politiques
En tant que Lord Douro, il est Député européen du Parti conservateur. Il est élu sous cette étiquette au Parlement européen dans la circonscription du Surrey (1979–1984) puis dans la circonscription du Surrey West (1984–1989).
Élu pair représentant, il siège dans la Chambre des lords depuis 2015.

## Monde des affaires
Depuis 2009, il est administrateur d'entreprises cotées au CAC 40 :
- Pernod Ricard
- Sanofi-Aventis
- Cartier SA
- Richemont (entreprise)[7].

### Décorations
- OBE : officier de l'ordre de l'Empire britannique (1999)[8].

## Sources, notes et références
- Debrett’s People of Today : 2005 ; editors : Zoë Gullen, Daniel Sefton ;  18th edition, 2005 ; 1807 pages, 30 centimètres   (ISBN 1-870520-05-X) : voir à la page 464, sub verbo Douro.

1. ↑  Bien que ce titre subsidiaire ait été créé « marquess Douro » en 1814, la forme alternative « marquess of Douro » a aussi été utilisée par ses porteurs depuis.
2. ↑  Debrett’s People of Today : 2005 ; editors : Zoë Gullen, Daniel Sefton ; 18th edition, 2005 ; 1807 pages, 30 centimètres   (ISBN 1-870520-05-X) : voir à la page 464, sub verbo Douro.
3. ↑  Sources bibliographiques sur la famille de Lord Douro sur books.google.fr
4. ↑  www.burkespeerage.com
5. ↑  www.europarl.europa.eu
6. ↑  www.parliament.uk
7. ↑   Lord Douro - Board de Richemont sur www.richemont.com
8. ↑  Debrett’s People of Today : 2005 ; editors : Zoë Gullen, Daniel Sefton ;  18th edition, 2005 ; 1807 pages, 30 centimètres   (ISBN 1-870520-05-X) : voir à la page 464, sub verbo Douro.